# Venturia asperata
Venturia asperata är en svampart som beskrevs av Samuels & Sivan. 1975. Venturia asperata ingår i släktet Venturia och familjen Venturiaceae.   Inga underarter finns listade i Catalogue of Life.